# Jazz manouche
Le jazz manouche est un genre de jazz qui témoigne des apports stylistiques des musiques gitanes, manouches et d'Europe centrale (klezmer) ainsi que du musette et de la chanson française dans le jazz, qui, dès 1932, arrive des États-Unis en Europe. Né en France dans les années 1930, il se caractérise dans sa forme originelle par une section rythmique assurée par deux guitares et une contrebasse, un violon et l'absence de percussions, de cuivres et de bois – un « jazz sans tambour ni trompette ».
Les initiateurs de ce style, d'abord caractérisé par les instruments à cordes, sont Django Reinhardt et Stéphane Grappelli, auxquels sont venus s'ajouter, au fil des années des accordéonistes, des bassistes, des clarinettistes. La nouvelle génération de musiciens a fait évoluer le jazz manouche dans plusieurs directions, notamment vers le jazz-rock de Boulou Ferré.

## Histoire

### Origines
Très implantés dans le Nord-Est de la France, les Manouches sont la branche la mieux représentée de la migration rom en France. Ils ont combiné, au début du XXe siècle, la musique d'Europe centrale avec le musette, la musique de dancing et le jazz swing pour former une musique connue sous le terme générique de « musique manouche ».
En introduisant le jazz dans la musique manouche, le guitariste Django Reinhardt a réussi à créer un nouveau folklore. Depuis 1934, il est considéré comme l'inventeur du jazz manouche, avec le violoniste Stéphane Grappelli, tous deux leaders du Quintette du Hot Club de France. D'autres musiciens ont accompagné cette naissance, comme l'accordéoniste Gus Viseur, membre lui aussi du Hot Club de France, Matelo Ferret, inventeur de la valse-bebop et toute la dynastie Ferret.
Les musiciens manouches vouent un véritable culte à Django, dont la célébration se concrétise par de nombreux festivals annuels autour du monde. On va même jouer sur la tombe du guitariste pour lui rendre hommage.

### Renouveau

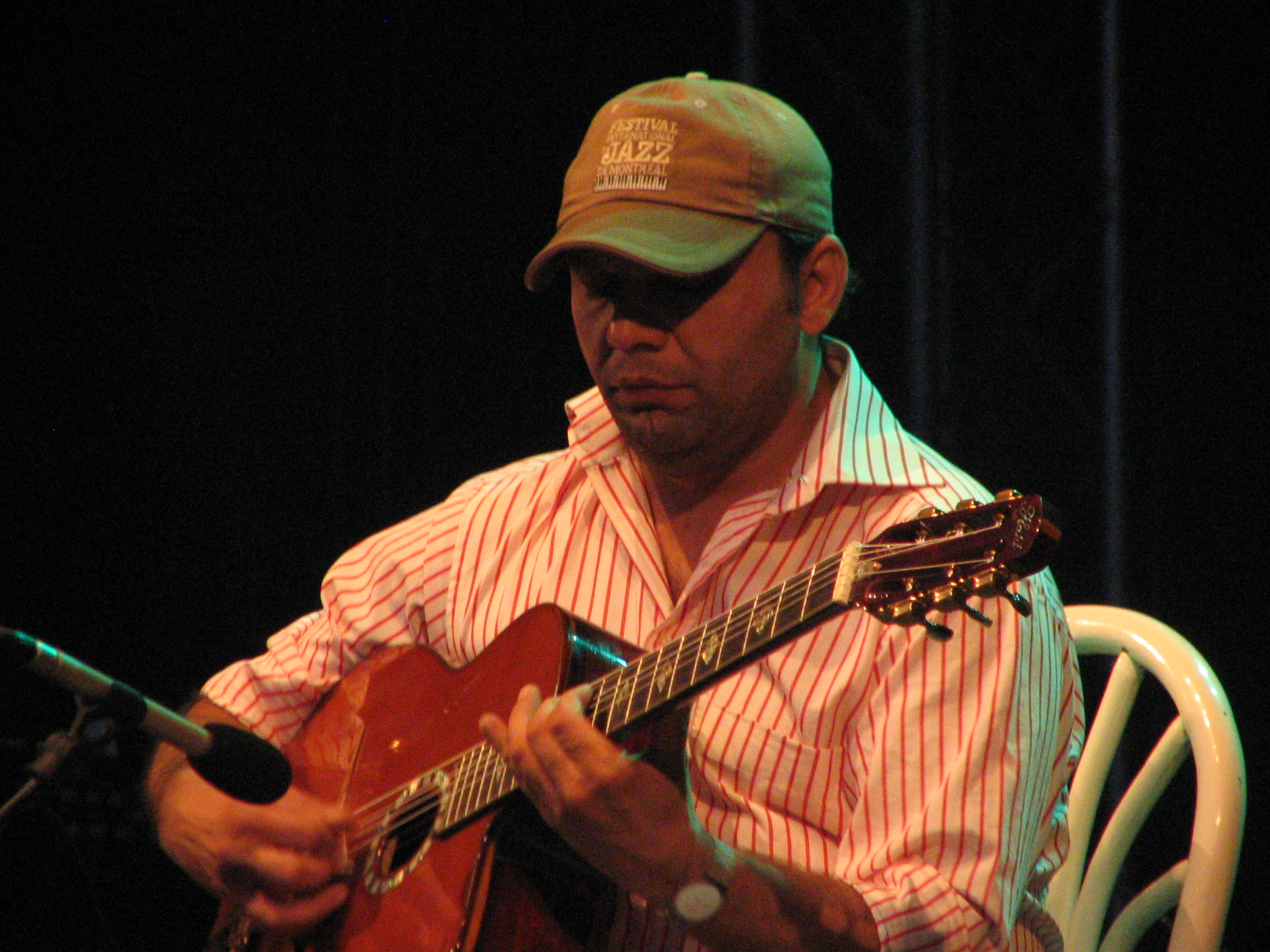
Biréli Lagrène au Festival de granges de Laimont (France).

Après la disparition de Django Reinhardt en 1953, la relève du style manouche est tout d'abord assurée par ceux qui le côtoyaient, comme les membres de la famille Ferret, en particulier Matelo Ferret, père de Boulou et Elios Ferré dont il a été le premier professeur. Après une période de diffusion relativement confidentielle, le jazz manouche revient devant le grand public au début des années 1990 grâce à des artistes comme Angelo Debarre, Raphaël Faÿs, Biréli Lagrène et de nombreux autres (voir plus bas : Groupes et musiciens notables). L'un d'eux, Romane, a d'ailleurs ouvert une école de musique manouche, la Swing Romane Académie. Celle-ci a contribué au renouveau du style qui a bénéficié de la vogue des « musiques du monde » et dont le « revivalisme » a culminé avec le cinquantième anniversaire de la mort de Django en 2003 et le centième de sa naissance en 2010.

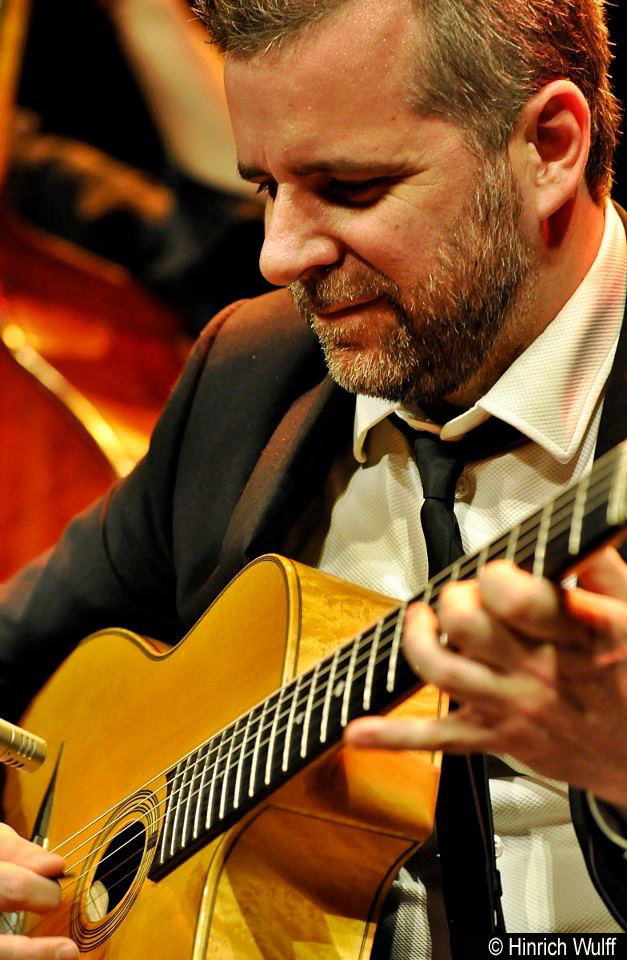
Samy Daussat sur scène au festival Django 2013 à Augsbourg (Allemagne).

Aujourd'hui[Quand ?], le jazz manouche ne cesse de gagner des adeptes, depuis les communautés nomades jusqu'aux cafés spécialisés : La Chope des puces à Saint-Ouen, café-restaurant où se produisent depuis plus de soixante ans les meilleurs musiciens de jazz manouche, a été repris en 2009 par Marcel Campion.
Les gadjé ne sont pas les moindres adeptes de ce renouveau. Parmi ceux-ci, on trouve Henri Crolla, Francis Alfred Moerman, Rodolphe Raffalli. Le label Le Chant du monde a saisi l'occasion pour faire découvrir plusieurs artistes, notamment l'accordéoniste Marcel Loeffler et les violonistes roumains Florin Niculescu et Costel Nitescu. Costel Nitescu se produit aussi avec Christian Escoudé (le Brassens d'Escoudé sextet).
Aux Manouches se sont ajoutés des artistes plutôt identifiés à la musique de variétés française, tels que Sanseverino et Thomas Dutronc, fervent gadjé, qui s'est produit à l'Alhambra (Paris) en compagnie de Biréli Lagrène, Jean-Philippe Watremez ou de jeunes musiciens comme Théo Girard, qui aborde le genre occasionnellement. Il existe également un groupe — Swing Gadjé — dont les musiciens n'appartiennent pas à la communauté Rom. Il est issu de la Compagnie du Tire-Laine. Le 10 avril 2012, quatre musiciens ont reçu l'insigne de chevalier des Arts et des Lettres : Boulou et Elios Ferré, Biréli Lagrène et Thomas Dutronc. Le ministre de la culture de l'époque, Frédéric Mitterrand, a rendu hommage « à une école très particulière du jazz français et européen, dont [ils sont] tous les quatre des représentants remarquables […] ».

## Caractéristiques

### Instruments

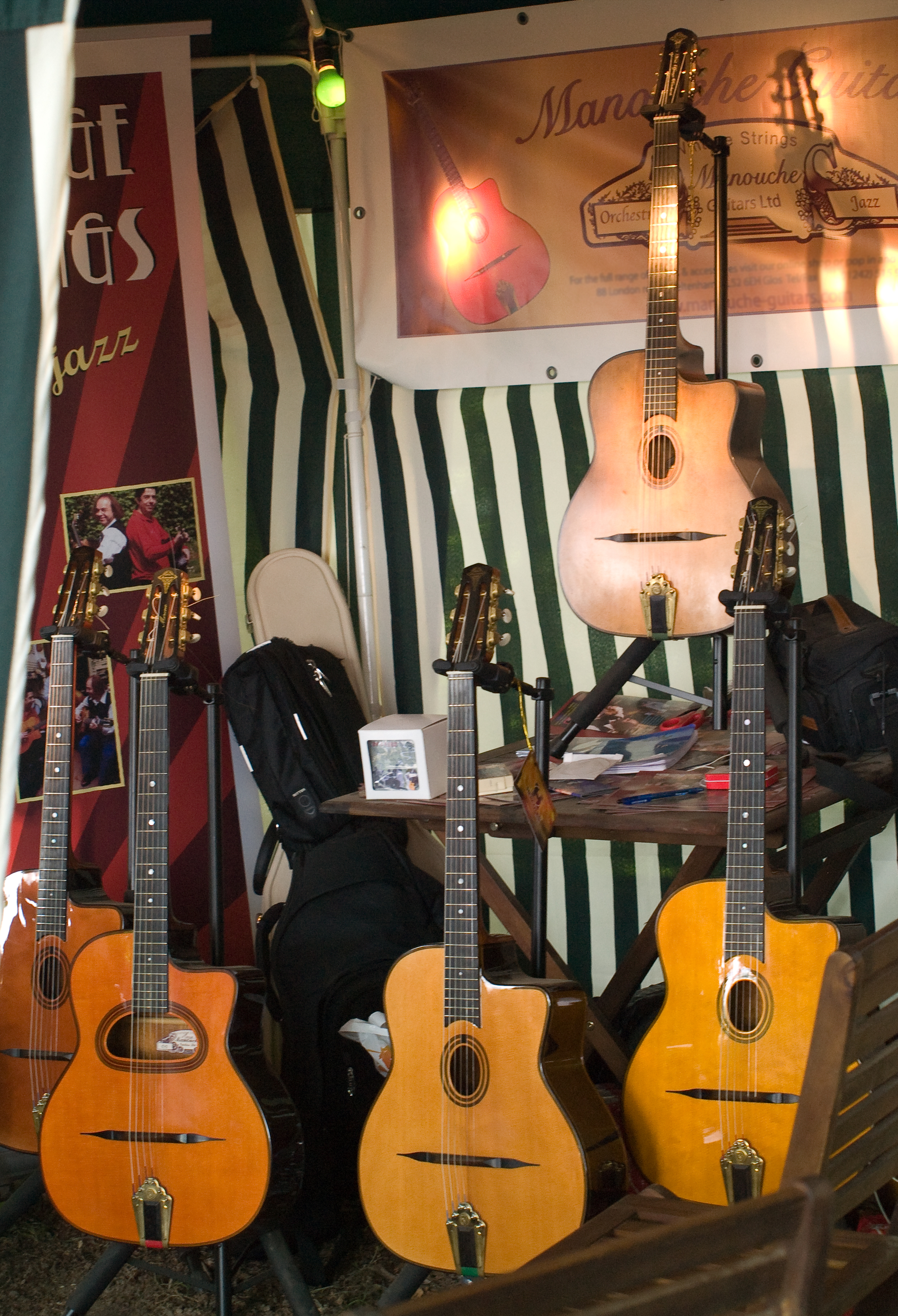
Guitares de type Selmer-Maccaferri et Selmer.

Les instruments de base sont la guitare acoustique, le violon et la contrebasse. Le jazz manouche utilise aussi fréquemment l'accordéon et la clarinette. Les guitares sont généralement de type Selmer et Selmer-Maccaferri, inspirées des guitares françaises à cordes acier du début et du milieu du XXe siècle (le plus souvent le modèle Argentine de la marque Savarez). Un des grands luthiers spécialisés dans ce type de guitares fut Jacques Favino et actuellement, on peut citer les luthiers Maurice Dupont, Jean Baptiste Castelluccia, Romuald Provost, Cyril Morin, Gallato, John LeVoi, et Leo Eimers, qui fabriquent tous des répliques de Selmer Maccaferri.
Il existe trois types de guitares Selmer :
- Type Selmer-Maccaferri : caractérisée par une rosace en forme de « D » communément appelée « Grande bouche ». C'est ce modèle qu'a d'abord utilisé Django, jusqu'à ce que la fabrication soit abandonnée et remplacée par le modèle Selmer. Depuis lors, bien que certains luthiers indépendants en aient repris la fabrication[17], elle est surtout utilisée pour la rythmique, car elle projette un son omnidirectionnel.
- Type Selmer : c'est la guitare à la forme la plus connue (grâce à Django). Elle se caractérise par une rosace en forme de « O » plutôt ovale communément appelée « Petite bouche ». Plus utilisée pour les solos, la petite bouche projette le son de manière plus concentrée avec une coloration medium aiguë[18],[19].
- Type Selmer électrique : à partir de la fin de l'année 1950, Django utilise le micro ST48 des ingénieurs français Yves et Jean Guen[20].

Les musiciens, sous l'influence de la virtuosité du jeu de Django Reinhardt, cherchent généralement à jouer de manière extrêmement rapide sur de longues périodes (tandis que la guitare rythmique est appelée « pompe », qui a inspiré la chanson Michto la pompe de Sanseverino). D'autres influences sont à chercher du côté de la musique tzigane. Django a aussi voyagé aux États-Unis pour mélanger son style manouche avec le bebop : c'est ainsi que la batterie s'est vue de temps à autre dans le jazz manouche.

### Style

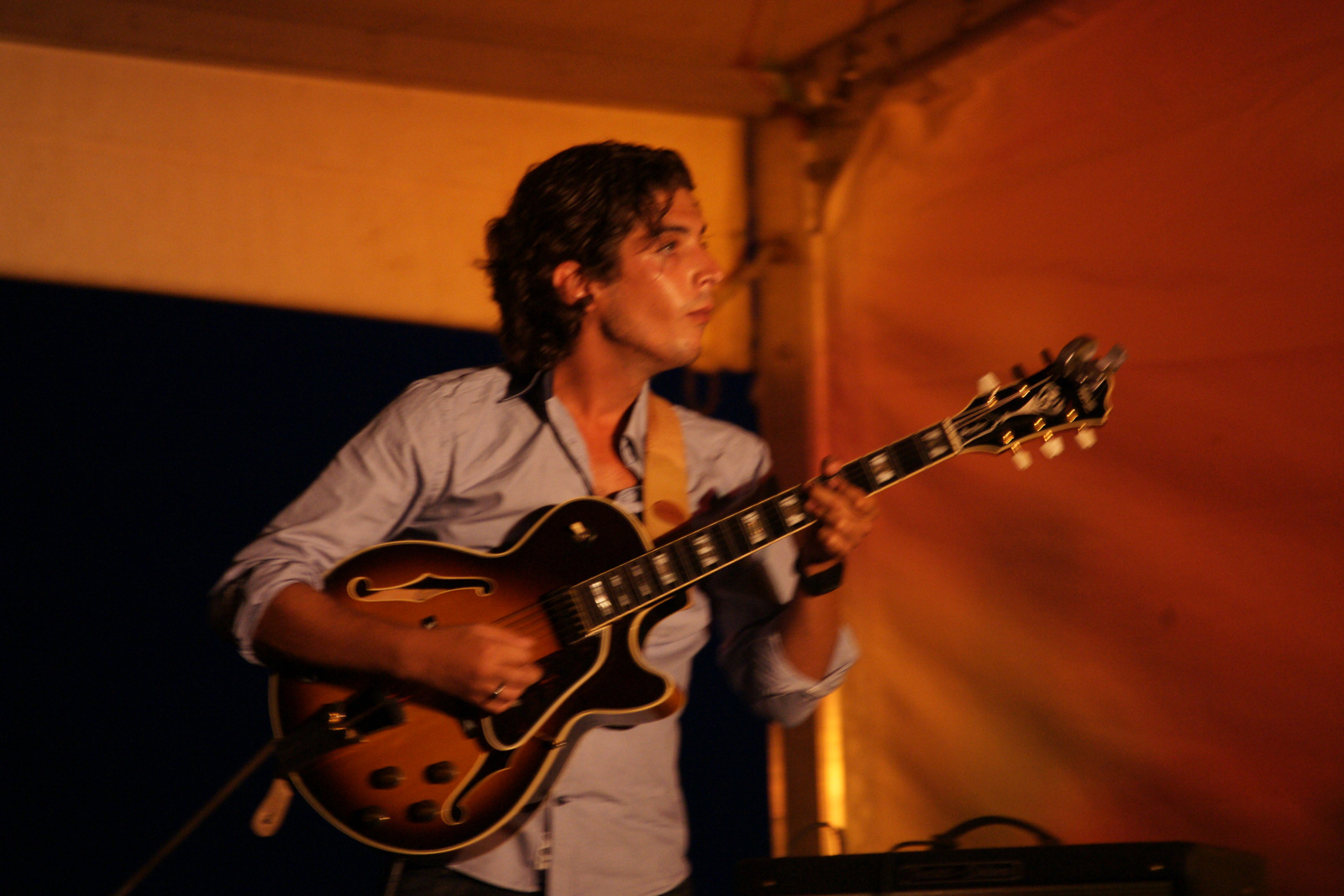
Richard Manetti en 2012 à Saint-Paul-de-Vence (France).

Le jazz manouche utilise plusieurs types de rythmiques : la valse (aux origines du style), la pompe (la plus utilisée. On accentue les 2e et 4e temps dans la pompe dite hollandaise, les 1re et 3e temps dans la parisienne et tous les temps de manière égale dans l'alsacienne), la bossa nova (appelée bossa par les Manouches, il s'agit en réalité de rumba), le boléro et le tango.
La rythmique est souvent accompagnée de roulades, contretemps et autres figures de style pour mettre en valeur le soliste ou enrichir l'harmonie et le rythme du morceau.
La technique de jeu de guitare, comme la tenue du médiator, n'est pas du tout la même que pour d'autres styles de musique. En effet, elle se fait le poignet « cassé », pour pouvoir appliquer la technique dite « marteau » qui permet de gagner en vitesse et de minimiser les contacts entre la main et la table de la guitare, de sorte que celle-ci puisse vibrer avec un minimum d'interférences extérieures. C'est une technique qui vient du banjo et que Django Reinhardt avait apprise auprès du virtuose gitan qu’était Poulette Castro.
Le style du jazz manouche ne proscrit rien et absorbe tout, même s'il existe certaines caractéristiques propres au style (gammes chromatiques, arpèges diminués).
Les morceaux sont souvent des reprises de Django ou de musique traditionnelle manouche. Outre Django, de nombreux compositeurs ont écrit des morceaux dans ce style, certains allant même jusqu'à réarranger des compositions classiques comme celles de Bach.
Quelques-uns des morceaux les plus connus sont Les Yeux Noirs, Minor Swing, Djangology, Nuages, Hungaria, Blues minor ou encore Manoir de mes rêves, Douce ambiance, et Blues clair.

## Musées et expositions
- Du 6 octobre 2012 au 23 janvier 2013, une exposition multimédia incluant également des mini-concerts de jazz manouche — « Django Reinhardt, swing de Paris » — fut proposée par la Cité de la musique à Paris[22],[23].
- Musée Django Reinhardt : chaque année, depuis 2010, ce musée situé à Liberchies (Belgique) — la ville natale de Django — ouvre ses portes durant tout un week-end à l'occasion du festival annuel de jazz manouche « Django à Liberchies ». La donation du journaliste belge Marc Danval[24] y présente de nombreux documents d'époque (disques 78 tours et 33 tours, photos, revues, etc.) et une iconographie détaillée y retrace chaque étape de la vie du musicien[25].

## Filmographie
- Latcho Drom (1993), Gadjo dilo (1997) et Swing (2001) de Tony Gatlif.
- Accords et Désaccords de Woody Allen (1999) est un faux documentaire sur Emmet Ray qui se dit « le plus grand guitariste de jazz au monde… après Django Reinhardt »[26].
- Les Fils du vent de Bruno Le Jean, avec Angelo Debarre, Moreno, Ninine Garcia et Tchavolo Schmitt (2012).

## Groupes et musiciens notables
- Bratsch
- Coco Briaval
- Angelo Debarre
- Pearl Django
- Les Doigts de l'homme
- Didi Duprat
- Thomas Dutronc
- Christian Escoudé
- Raphaël Faÿs
- Boulou et Elios Ferré
- Matelo Ferret
- Daniel Givone
- Stéphane Grappelli
- Steeve Laffont
- Biréli Lagrène
- Christophe Lartilleux
- Nitcho Reinhardt
- Latcho Drom
- Marcel Loeffler
- Mito Loeffler
- Yorgui Loeffler
- Richard Manetti
- Francis Alfred Moerman
- Fiona Monbet
- Lucien Moreno
- Florin Niculescu
- Les Pommes de ma douche
- Rodolphe Raffalli
- Django Reinhardt
- Babik Reinhardt
- David Reinhardt
- Joseph Reinhardt
- Mandino Reinhardt
- Romane
- Jimmy Rosenberg
- Nonnie Rosenberg
- Nous'che Rosenberg
- Stochelo Rosenberg
- Sanseverino
- Patrick Saussois
- Dorado Schmitt
- Tchavolo Schmitt
- Joscho Stephan
- Christine Tassan et les Imposteures
- Tchan Tchou Vidal
- The Lost Fingers
- Jean-Philippe Watremez